# 가양대교
가양대교(加陽大橋)는 서울특별시 마포구 상암동과 서울특별시 강서구 가양동을 연결하는 다리이다. 북단은 강변북로와 자유로가, 남단은 올림픽대로와 연결되며 서울에 위치한 교량 중 유일하게 모든 방향 통행이 가능한 다리이다.
교각과 교각 사이의 거리가 최소 100m, 최대 180m로 대한민국에서 가장 길다.
가양대교 북쪽에 난지도가 있다.

## 역사

### 계획과 명칭
1970년대부터 난지도와 한강 반대편 가양동·등촌동을 잇는 ‘난지대교(蘭芝大橋)’를 세우자는 계획이 여러 차례 있었지만, 실제로 착공을 한 것은 1990년대에 들어서였다.
가양대교는 한 때 공암대교라는 이름으로 불리기도 했는데, 1995년 1월 서울특별시에서 지명위원회를 열어 회의한 결과 가양대교의 위치가 옛 공암나루터였기 때문에 이와 같은 명칭을 사용하기로 했었다. 그러나 지역주민들의 반대에 부딪혀 같은 해 12월에 다시 연 지명위원회에서 본래대로 가양대교라는 명칭을 사용하기로 결정했다.

### 공사
1994년 12월 착공하였으며 현대건설, 동아건설, 삼성중공업 3개사가 공동 도급 형태로 건설하였다. 2002년 5월 31일에 준공되었다.